# Pilosocereus parvus
Pilosocereus parvus är en kaktusväxtart som först beskrevs av Diers och Esteves, och fick sitt nu gällande namn av P.J. Braun och Esteves. Pilosocereus parvus ingår i släktet Pilosocereus och familjen kaktusväxter. Inga underarter finns listade i Catalogue of Life.